# 韦尔廷根
韦尔廷根是德国巴伐利亚州的一个市镇。总面积51.87平方公里，总人口8744人，其中男性4311人，女性4433人（2011年12月31日），人口密度169人/平方公里。